# Bresolettes
Bresolettes település Franciaországban, Orne megyében. Lakosainak száma 24 fő (2018. január 1.). Bresolettes Les Aspres, Bubertré, Prépotin, Randonnai és Soligny-la-Trappe községekkel határos.

## Népesség
A település népességének változása:
| Lakosok száma | 55   | 47   | 24   | 18   | 12   | 18   | 24   | 25   | 24   | 24   |
|               | 1962 | 1968 | 1975 | 1982 | 1990 | 2008 | 2013 | 2015 | 2017 | 2018 |